# Pohotovost Miami
Pohotovost Miami (v anglickém originále Miami Medical) je televizní seriál z lékařského prostředí vytvořený Jeffreyem Lieberem. Následuje profesní a soukromý život trauma lékařů.
Seriál byl produkován společností Jerry Bruckheimer Television a Warner Bros. Television. Premiéra proběhla 2. dubna 2010 na americké televizi CBS a v květnu CBS oznámilo, že seriál byl zrušen. Poslední epizoda se vysílala 2. července 2010. V Česku proběhla premiéra 13. listopadu 2012 na TV Nova. Vysílán byl každý všední den.

## Obsazení
| Postava             | Představitel      | Role                                           |
| ------------------- | ----------------- | ---------------------------------------------- |
| Dr. Matthew Proctor | Jeremy Northam    | Ředitel a primář, Tým Trauma Alpha             |
| Dr. Eva Zambrano    | Lana Parrilla     | Asistent ředitele a doktorka, Tým Trauma Alpha |
| Dr. Chris 'C' Deleo | Mike Vogel        | Doktor, Tým Trauma Alpha                       |
| Dr. Serena Warren   | Elisabeth Harnois | Rezidentní doktor, Tým Trauma Alpha            |
| Tuck Brody, R.N.    | Omar Gooding      | Staniční bratr, Tým Trauma Alpha               |

- Matthew Proctor byl bývalý Gl doktor v soukromé ordinaci v Marylandu. Po nehodě se odstěhoval do Miami, aby přehodnotil svůj život. Ztvárnil ho herec Jeremy Northam.

- Eva Zambrano předpokládalo se, že bude příští ředitelkou Trauma, ale byla nečekaně nahrazena Dr. Proctorem. Její otec byl trauma chirurg na Kubě, když ale přejel po voru, když bylo Zambraně 6, musel Kubu opustit a soustředit se na roli otce a stal se součástí lékařské Rezidence. Matka Dr. Zambrano zemřela při příjezdu do Spojených států. Ztvárnila ji herečka Lana Parrilla.

- Serena Warren byla rezidentem na úrazové chirurgii, často však byla ukazována jako naivní a nezkušená lékařka. V jedné z epizod se zmiňuje, že je klaustrofobik, protože jí v dětství její bratr zamkl v kufru. V deváté epizodě bylo vidět, že má problém s předáním špatných zpráv pacientům. V desáté epizodě se opakoval její klaustrofobický záchvat, když byla uzavřena v hyperbarické komoře s dvěma pacienty, kteří ji museli pomocí latexových rukavic pomoct obnovit dýchání. Představitelkou je herečka ze seriálu Kriminálka Las Vegas Elisabeth Harnois.

- Chris Deleo byl protivníkem v souboji o šéfa Trauma, a to přesto, že Eva byl 3 roky jeho nadřízená, ale oba byli nahrazeni Dr. Proctorem. Chris pracovat v Trauma 2 a půl roku a má bratra jménem Rick. Rickovi byla diagnostikována rakovina a poprosil Evu, aby to řekla Chrisovi. Rick si později s Chrisem vyřeší všechny své dluhy, ale Chris ho zarazil, protože si myslel, že vrací peníze jen protože si myslí, že zemře. Chrise ztvárnil Mike Vogel.

- Tuck Brody jediný zdravotní bratr v seriálu. Je velmi často zařazován jako nedílná součást Trauma týmu a pomáhá při záchraně lidských životů. Dává sociální pomoc pacientům, rodinám a lékařů Trauma týmu. Ztvárnil ho herec Omar Gooding.

## Epizody
| Řada | Díly | Premiéra v USA | Premiéra v USA   | Premiéra v ČR      | Premiéra v ČR      |
| Řada | Díly | První díl      | Poslední díl     | První díl          | Poslední díl       |
| ---- | ---- | -------------- | ---------------- | ------------------ | ------------------ |
| 1    | 13   | 2. dubna 2010  | 2. července 2010 | 13. listopadu 2012 | 29. listopadu 2012 |